# Minamoto no Akifusa
Minamoto no Akifusa (源顕房, 1037 - 1094, também conhecido como Rokujō Udaijin)  foi um nobre do período Heian da história do Japão.

## Vida
Akifusa foi o segundo filho de Morofusa. E o terceiro líder do ramo Murakami Genji do clã Minamoto

## Carreira
Akifusa serviu durante os reinados dos Imperadores: Go-Reizei (1047 a 1068); Go-Sanjo (1068 a 1072); Shirakawa (1073 a 1086); Horikawa (1073 a 1094).
Em 1047 Akifusa ingressou na Corte durante o reinado do Imperador Go-Reizei, sendo designado para o Kurōdodokoro, e mais tarde designado para o Konoefu (Guarda do Palácio) atuando na sua guarda pessoal por 6 anos. Em 1061 é nomeado Sangi e em 1067 foi promovido a Chūnagon.
Já na época do Imperador Go-Sanjo Akifusa foi promovido a Dainagon em 1072 e em 1072 foi nomeado Chūgūshiki (Chefe do Cerimonial da Imperatriz Consorte).
Akifusa foi promovido a Udaijin na mesma época em que seu irmão mais velho Toshifusa foi promovido a Sadaijin em 1083, na época do Imperador Shirakawa cargo que ocupa até 1094 no governo do Imperador Horikawa quando veio a falecer.
Na época que foi nomeado Udaijin Akifusa também passou a ser líder do Murakami Genji até seu falecimento. Seu filho mais velho Minamoto no Masazane iniciou o Ramo Koga.

| Precedido por Minamoto no Toshifusa | -- 3º Líder dos Murakami Genji (1083 - 1094) | Sucedido por Minamoto no Masazane |
| Precedido por Minamoto no Toshifusa | 66º Udaijin (1083 - 1094)                    | Sucedido por Fujiwara no Tadazane |